# Liste des stations de radio locales en France
Pour un article plus général, voir Liste des stations de radio en France.
 (avril 2019).
Si vous disposez d'ouvrages ou d'articles de référence ou si vous connaissez des sites web de qualité traitant du thème abordé ici, merci de compléter l'article en donnant les références utiles à sa vérifiabilité et en les liant à la section « Notes et références ».
Cet article présente une liste des stations de radio locales en France. Elles correspondent, selon l'approche du CSA, aux stations de radio qui ne sont pas nationales. Toutefois, les stations de radio qui couvrent une aire de diffusion d'environ un département français, présentent avant tout un caractère régional, d'où l'existence de la liste des stations de radio régionales en France.
Ces stations de radio locales, dont l'émetteur est en France, sont, pour la plupart, d'expression française. Elles sont ici classées par département français. Le cas des radios dont l'expression s'effectue dans une langue régionale est traité à la fin de cette page.
Enfin, les stations de radio disparues font l'objet d'un article spécifique : liste des stations de radio disparues en France.

## Radios d'expression française

### Ain(01)
- FC Radio (Montluel) : depuis 1996, née en 1981 sous le nom de Fréquence Côtière
- Passion FM (Bellignat) : depuis 1988
- Radio Fourvière 01 (Bourg-en-Bresse) : depuis 1987 ; affilié au réseau RCF depuis 1996
- Radio Zones (Ferney-Voltaire) : depuis 1981
- RCF Ain (Bourg-en-Bresse) : depuis 1996
- Sorgia FM (Bellegarde) : depuis 1984
- Radio B (Bourg-en-Bresse) : depuis 1981, née Tropique FM

### Aisne(02)
- N'Radio (Soissons) : depuis octobre 2008
- R2M (Château-Thierry) : depuis septembre 1984
- La Saint-Quentinoise Radio 2.0 creation janvier 2022]
- Echo FM (Anor) : depuis 1989

### Allier(03)
- Plein Cœur Auvergne (Moulins) : depuis août 2018, précédemment Chlorophylle FM (Yzeure) depuis septembre 2007[1]
- Fusion FM (Diou) : depuis mai 1986 comme Besbre-et-Loire FM, puis depuis novembre 2000 sous ce nom
- Logos FM (Vichy) : depuis septembre 1981 comme Radio Logos, puis depuis 1997 sous ce nom
- Radio Bocage (Moulins) : depuis janvier 1983
- Radio Coquelicot (Ébreuil) : depuis mars 2006
- Radio Montluçon Bourbonnais (Montluçon) : depuis 1982
- Radio Qui Qu'en Grogne (Bourbon-l'Archambault) : depuis 1982
- Radio Tartasse (Marcillat-en-Combraille) : depuis décembre 1981
- RCF Allier (Moulins) : depuis 1982
- RJFM (Radio Jeune Fréquence Montluçon) (Montluçon) : depuis 1992

### Alpes-de-Haute-Provence(04)
- Durance FM (Reillanne)
- Fréquence Mistral (Manosque, Sisteron) : depuis 1983
- Radio Verdon (Castellane) : depuis 1984
- Radio Star (Manosque, Digne-les-Bains, Sisteron): depuis 2008
- Radio Zinzine (Limans) : depuis 1981

### Hautes-Alpes(05)
- Alpes 1 Alpes du Sud (Gap) : depuis les années 1990
- Imagine (Briançon) : depuis 2010
- Là la Radio (Briançon)
- ram05 (anciennement Radio alpine Meilleure) (Embrun)

### Alpes-Maritimes(06)
- Agora FM (Grasse)
- Cannes Radio ; Radio Azur (2008-2013) (Cannes)
- Côte FM (Grasse)
- Fréquence K (Carros) : depuis janvier 1988
- Grimaldi FM (Puget-Théniers)
- Kiss FM Méditerranée (Cannes) : depuis février 1981 comme Palm Beach FM puis NRJ Cannes, depuis 1988 sous son nom actuel
- RCN Radio Chalom Nitsan (Nice)
- Nice Radio (Nice) : depuis 2002
- One Sud (Menton) : depuis avril 2010
- Radio Altitude (Embrun)
- Radio Campus Côte d'Azur (Cannes, Nice)
- Radio Emotion (Nice) : depuis 2008
- Radio Maria (Nice)
- Radio Oxygène (Isola 2000)
- Riviera Radio

### Ardèche(07)
- Fréquence 7 (Aubenas) : depuis 1981
- Info RC (Vals-les-Bains)
- Radio des Boutières (Le Cheylard) : depuis 1982
- RCF (Aubenas)

### Ardennes(08)
- Radio 8 (Sedan) : depuis 1985
- Radio Bouton (Boutancourt) : depuis 1990
- Fugi FM : depuis 1994, d'abord nommée Radio Fugi
- Radio Panach' (Revin) : depuis 1985
- RVM (Charleville-Mézières) : depuis 1983

### Ariège(09)
- La Locale (Saint-Girons)
- Oxygène FM (Pamiers)
- Radio Couserans (RDC) (Saint-Girons) : depuis mars 1982
- Radio Montaillou Pyrénées (Montaillou) : depuis 2005
- Radio Transparence (Foix) : depuis avril 1993

### Aube(10)
- Radio Aube et Seine (Romilly-sur-Seine) : depuis 1983
- Radio Campus Troyes (Troyes) : depuis 1996
- Radio Latitude (Pont-Sainte-Marie) : depuis 1997 (sous le nom de Latitude FM entre 1997 et 2008)
- RCF Troyes (Troyes)
- Thème Radio (Troyes) : depuis 1989
- Dynamyk (Troyes) : depuis 2018, Radio Zénith de 2009 à 2018

### Aude(11)
- Contact FM (Carcassonne) : depuis 1992
- Grand Sud FM (Narbonne) : depuis juin 2010
- Littoral FM (Narbonne) : depuis juin 2010
- Radio Ballade (Espéraza) : depuis 1981
- Radio Lenga d'Oc (Narbonne) : depuis 2003
- Radio Marseillette (Marseillette) : depuis 1984
- RCF Pays d'Aude (Carcassonne) : depuis 1992

### Aveyron(12)
- Radio Larzac (Millau) : depuis 2008
- Radio Saint-Affrique (Saint-Affrique) : depuis 1981
- Radio Temps Rodez (Rodez) : depuis 2002

### Bouches-du-Rhône(13)
- 3DFM (Arles)
- Delta FM (Aigues Mortes) : depuis 1983
- FIP Marseille (Marseille) : 1972-2000, et depuis 2007
- Fréquence 7 (Vitrolles) : depuis 1981
- La Ciotat Fréquence Nautique (La Ciotat) : depuis 2005
- Mistral FM (Aubagne) : depuis 1989
- Radio Camargue (Arles)
- Radio Culture Outre Mer (Marseille) : depuis 2008
- Dialogue RCF (Marseille) : depuis décembre 1982
- Radio Galère (Marseille) : depuis 1984
- Radio Gazelle (Marseille) : 1981-2008 puis depuis 2009
- Radio Golfe d'Amour (La Ciotat): depuis 1981
- Radio Grenouille (Marseille) : depuis 1981
- Radio Juive Marseille (Marseille)
- Radio Maritima (Martigues) : depuis 1981
- Radio Star : depuis 1982
- Radio Zinzine Aix (Aix-en-Provence) : depuis 1998
- RTL2 (Marseille) : depuis 1997
- Soleil FM (Saint-Martin-de-Crau)
- Kiss FM Méditerranée (Marseille / Aubagne )

### Calvados(14)
- Radio Cristal : depuis 2012
- Dives FM (Dives-sur-Mer) : depuis 2008
- Radio666 (Hérouville-Saint-Clair) : depuis 1982
- RCF Calvados-Manche (Caen) : depuis 1996 ; Radio Vent du Large (1991-1996)
- TSF98 (Hérouville-Saint-Clair) : depuis 1982
- VFM (Vire) : depuis 2007 ; Vire FM (1983-2007)
- Radio Phénix (Caen) : Radio étudiante créée en 2006

### Cantal(15)
- Jordanne FM[Note 1] (Aurillac) : depuis 1982
- Radio Pays d'Aurillac (Aurillac) : depuis 2007

### Charente(16)
- Attitude FM (Angoulême) : depuis 2004 ; connue comme Radio Quartier Orange de 1982 à 2004
- Mixx FM (Cognac) : depuis 1998
- RCF (Angoulême) : 1992-1999 comme Radio Accords, puis intégrée au réseau RCF

### Charente-Maritime(17)
- Chassiron FM (Saint-Denis-d'Oléron) : depuis 2005
- Demoiselle FM (Rochefort) : depuis 1998
- Hélène FM (Surgères) : connue d'abord comme Radio Surgères en 1982 puis Radio Hélène, enfin sous son nom actuel depuis 2004
- Radio Cadence Musique (Cercoux) : depuis 1982
- Radio Collège (Aytré), connue d'abord comme Radio Collège d'Aytré
- Radio Ile de Ré Atlantic (Saint-Martin-de-Ré) : depuis 2008 ; radio temporaire
- Radio Pons (Pons) : depuis 1981
- RCF (La Rochelle) : 1992-1999 comme Radio Accords, puis intégrée au réseau RCF
- Soleil de Ré (Île de Ré) : depuis 2004
- Terre Marine FM (Fouras)
- Vogue Radio (Arvert)

### Cher(18)
- Radio Résonance (Bourges)
- Radio Néo (Bourges) : depuis 2008, jusqu'au 2 novembre 2021[2]
- Radio Tintouin (Vierzon) : depuis le 14 novembre 2018, fréquence permanente en 2022
- Berry FM (Saint-Amand-Montrond) : depuis février 2004, anciennement Radio RDB
- Radio Clash FM (Saint-Satur)

### Corrèze(19)
- Bram' FM (Tulle) : depuis octobre 2007
- Bréniges FM (Brive-la-Gaillarde) : depuis octobre 1987
- Radio Grand Brive (Brive-la-Gaillarde) : anciennement Canal Bleu
- Lub Radio[3] (Lubersac)
- RBA (Radio Bort Artense) (Bort-les-Orgues) : depuis 1984
- Radio PAC (Pompadour Air Campagne) (Beyssenac) : depuis 1982
- Radio Vicomté (Meyssac)
- RCF Corrèze (Ussel, Tulle, Brive, Argentat, Egletons)

### Corse-du-Sud(2A)
- Alta Frequenza (Ajaccio) : depuis 1981
- Alta Serena (Bastia) : depuis 2011
- Corsica Radio (Ajaccio) : depuis 2006
- Fréquenza Nostra (Ajaccio) : depuis 2006
- Radio Balagne (L'Île-Rousse) : depuis 1983
- RCF Corsica (Ajaccio) : depuis 2007
- Star Sud (Ajaccio) : 2006-2008

### Haute-Corse(2B)
- Costa Séréna FM (Prunelli-di-Fiumorbo), d'abord nommée (Radio Méditerranée)
- Radio Calvi Citadelle (Calvi) : depuis 1983 ; auparavant Radio Tao Citadelle
- Radio Lycée Montesoro (Bastia) : depuis 2004
- Radio Salve Regina (Bastia) : depuis octobre 1993
- Radio Voce Nustrale (Cervione) : depuis 1983

### Côte-d'Or(21)
- Auxois FM (Venarey-les-Laumes) : créée en 1981 sous le nom de Radio Escargot
- Éole Radio (Semur-en-Auxois) : depuis 1985, Historiquement RST (Radio Saulieu Transit) à Saulieu, jusqu’en 2015
- Coloriage (Montbard) : créée en 1996, a arrêté en 2015. La fréquence a été attribuée à Diversité FM sur la même fréquence en 2017.
- K6FM (Dijon) : depuis 2008
- Multisens (Dijon) : radio temporaire émettant depuis le début des années 2000
- Radio Cultures Dijon (Dijon) : depuis 2007
- Radio Dijon Campus (Dijon) : depuis 1981
- Radio Shalom Dijon (Dijon) : depuis janvier 1993
- Fun Radio Bourgogne
- RCF en Bourgogne

### Côtes-d'Armor(22)
- Bretagne 5 (Quessoy) : depuis 2015, anciennement Littoral AM, diffuse en AM sur les ondes moyennes
- COB'FM (Saint-Brieuc) : depuis 1988, précédée par Radio Ravi
- Fréquence 10 (Dinan) : depuis 1992
- Radio Activ' (Saint-Brieuc) Ferarock
- Radio Bonheur (Pléneuf-Val-André), anciennement Radio Bulle
- Radio Kreiz Breizh (Saint-Nicodème) : depuis 1983
- Radio Talk To U (Lannion) : depuis 1998 ; Buzz Radio de 1996 à 1998
- Station Millénium (Perros-Guirec) : depuis 2009, radio A temporaire depuis 2012, puis à temps complet; Estivale FM de 2001 à 2009
- Variation (Lannion) : depuis 2008, précédée par Radio Pays de Trégor et Trégor FM. Diffuse Océane FM depuis 2015

### Creuse(23)
- Radio Pays de Guéret (Guéret) : depuis décembre 2007
- Radio Vassivière (Royère-de-Vassivière) : depuis 1984

### Dordogne(24)
- Bergerac 95 (Bergerac) : depuis 1981
- Cristal FM (Terrasson-Lavilledieu) : depuis 1987
- Zoom Radio (Vergt/Grun-Bordas/Ribérac/Rouffignac Saint-Cernin-de-Reilhac) depuis 2013, anciennement CVFM (2006-2013)
- Isabelle FM (Tocane-Saint-Apre), anciennement Radio Vallée Service
- Liberté FM (Ribérac) : depuis 2020 (autorisations temporaires entre 2016 et 2019), anciennement Radio Liberté (1981 - 2016)
- Radio Orion (Bergerac) : depuis 1992
- Radio Libres en Périgord (RLP) (Périgueux) : depuis 2013, anciennement Radio Périgueux 103 (1981 - 2012)
- Radio Vallée Bergerac (RVB) (Bergerac) : depuis 1983
- Radio Vallée Vézère (Terrasson)
- RVI LA RADIO (Villefranche-de-Lonchat) depuis 1983

### Doubs(25)
- Flex Radio (Pontarlier): depuis 2018
- Radio BIP (Besançon) : depuis 1981
- Radio Campus Besançon (Besançon)
- Radio Collège Pergaud (Pierrefontaine-les-Varans)
- RCV (Villers-le-Lac)
- Radio Oméga (Montbéliard) : depuis 1992
- Radio Plein Air (Doubs) : depuis 2004
- Radio Star (Montbéliard) : depuis 1996
- Radio Sud (Besançon) : depuis 1983
- Villages FM (Déservillers) : depuis 1986, d'abord nommée Radio Villages
- 123 Radio (Montbéliard) depuis 2020

### Drôme(26)
- Radio A (Bourg-lès-Valence) : depuis le 24 novembre 1982
- Radio BLV (Bourg-lès-Valence) : depuis 1982
- Radio Festival (Beaumont-lès-Valence) : radio temporaire en 2011
- Radio M (Montélimar) : depuis 1982
- Radio Méga (Valence) : depuis 1981
- Radio MTI (Pierrelatte) : depuis 1981
- Radio Royans (Saint-Jean-en-Royans) : depuis 1987
- Radio Saint Ferréol (Crest) : depuis 1984
- Radio TFM (Pierrelatte) : depuis 1993
- Radio Zig Zag (Romans-sur-Isère) : depuis 1996
- RDWA (Die) : depuis 2009 sur Internet, depuis 2011 en FM
- Soleil FM (Montélimar) : depuis 1983, né Radio Montélimar Information

### Eure(27)
- Espace (Les Andelys ou? Louviers) : depuis 2002
- Principe Actif (Évreux) : depuis 2002
- Radio Cristal (Vernon ou? Évreux) : depuis 1992
- Sensations (Bernay) : depuis 2008

### Eure-et-Loir(28)
- Intensité (Châteaudun) : depuis 1983
- Radio des Trois Vallées (RTV) (Dreux) : depuis 1982
- Radio Grand Ciel (Dreux) : depuis 1998

### Finistère(29)
- Arvorig FM (Landerneau) : depuis 1998
- Fréquence Mutine (Brest) : depuis 1986
- Iroise FM (Crozon) : depuis 1983 ; radio temporaire
- Légende FM (Plouguerneau) : depuis 2006
- Maxxi One (Rosporden) : depuis 2001
- Phare FM Cornouaille (Concarneau) : depuis 2008 ; anciennement Studio 5 FM
- Radio Emeraude (Plouguerneau) : depuis 1982
- Radio Evasion (Rosnoën) : depuis 1994 ou 1998 ; d'abord temporaire puis autorisée en 2001
- Radio Kerne (Plonéis) : depuis 1998
- Radio Neptune (Brest) : depuis 1982
- Radio Nord Bretagne (Plouigneau, Lannion) : depuis 1981
- RadiOcéan (Moëlan-sur-Mer) : depuis 1982
- Radio Siblu Kerlann (Pont-Aven) : depuis 2007 ; radio temporaire
- Radio U (Brest) : depuis 2001
- RCF (Brest)
- Station Millenium (Perros-Guirec) depuis 2001, d'abord à Morlaix jusqu'en 2009
- Tempo La Radio (Henvic) : depuis 1984 ; d'abord Radio H

### Gard(30)
- Radio 16 (Bessèges) : depuis 1983
- Radio Alliance Plus (Nîmes) : depuis les années 1980
- Radio Delta FM 88.9 (Canton d'Aigues-Mortes) : depuis 1983
- Radio Ecclesia (Nîmes) : depuis 1983
- Radio Escapades (Saint-Hippolyte-du-Fort) : depuis avril 1998
- Radio Fréquence Nîmes (Nîmes) : depuis 1982
- Radio Grille Ouverte (Alès) : depuis 1982
- Radio InterVal (Saint-Christol-lès-Alès) : depuis 1990 ; la radio avait émis une première fois entre 1982 et 1988 depuis Sainte-Croix-Vallée-Française
- Radio Sommières (Sommières) : depuis 2001
- Radio Système (Vauvert) : depuis 2000
- Raje Nîmes (Nîmes)

### Haute-Garonne(31)
- Altitude FM (Toulouse) : depuis 1988
- Booster FM (Toulouse)
- Canal Sud (Toulouse) : depuis 1981
- FIP Toulouse (Toulouse) : 1973-1984, et depuis 2008
- FMR (Toulouse) : depuis 1981
- Kol Aviv (Toulouse)
- Le Mouv' (Toulouse puis Paris) : depuis 2001
- Radio campus Toulouse (Toulouse) : depuis 1982
- Radio Galaxie (Rieux-Volvestre) : depuis 1977
- Radio Mon Païs (Toulouse) : depuis 1980
- Radio Néo (Toulouse) : depuis 2008
- Radio Occitania (Toulouse) : depuis 1981
- Radio Plus Toulouse (Toulouse) : depuis 1991
- Radio Présence (Toulouse, Saint-Gaudens) : depuis 1999
- Radio radio (Toulouse)
- Sud Radio (Labège) : depuis 1966 ; Andorradio de 1958 à 1961, Radio des Vallées d'Andorre de 1961 à 1966
- Toulouse FM (Toulouse) : depuis 2008

### Gers(32)
- Distorsion La Radio (Auch)
- Gascogne FM (Auch) : depuis 2000
- La Voix de l'Armagnac (Cazaubon) : depuis 2007
- Radio Coteaux (Saint-Blancard) : depuis 1982
- Radio d'Artagnan (Nogaro) : depuis 1986
- Radio Fil de l'Eau (L'Isle-Jourdain) : depuis 1982

### Gironde(33)
- Aqui FM (Lesparre-Médoc) : depuis 1997
- Aquitaine Radio Live ou ARL (Langon) : depuis 1984
- Black Box (Bordeaux) : depuis 1991
- Plage FM (Audenge) : depuis 1999
- Enjoy 33 (Cadaujac) : depuis 2011 ; Radio TRG (Télé radio des Graves, puis The Radio Girondine) auparavant
- FIP Bordeaux (Bordeaux) : depuis 1972
- Forever (Le Haillan) : depuis 2007
- La Clé des Ondes (Bordeaux) : depuis 1981
- Mélodie FM (Libourne) : depuis les années 1980
- O2 Radio (Hauts de Radio) (Cenon) : depuis 1997
- Radio Campus Bordeaux (Bordeaux) : depuis 1992
- Radio Cap Ferret (Lège-Cap-Ferret) : depuis 2005 ;
- Radio Dunes (La Teste-de-Buch) : depuis 2010 ;
- Radio Entre deux Mers (Sauveterre-de-Guyenne) : depuis 1982
- Radio Paul Bert (Bordeaux)[4] : depuis 2014
- RIG (Radio Iguanodon Gironde) (Blanquefort) : depuis 1981
- Wit FM (Bègles) : depuis 1988

### Hérault(34)
- Agora FM (Montpellier) : depuis 1990
- Hitmix Radio (Montpellier) : depuis 2016 ; Le siège de la radio est à Montpellier
- Divergence FM (Montpellier) : depuis 1987
- Eko des garrigues (Montpellier) : depuis 1975
- FIP Montpellier (Montpellier) : depuis 2006
- FM Plus Montpellier (Montpellier) : depuis 1990
- One FM (Agde) (Agde) : depuis 2009
- Radio Aviva (Montpellier) : depuis 1982, d'abord nommée Radio Juive Languedocienne
- Radio Campus Montpellier (Montpellier) : depuis 1999
- Radio Ciel Bleu (Béziers) : 1981-1986 puis 1994-?
- Radio Clapas (Montpellier) : depuis 1978
- Radio Flash (Valflaunès) : depuis 2003 ; Radio Pic Saint-Loup de 2002 à 2003
- Radio Lenga d'Oc (Montpellier)
- Radio Lodève (Lodève) : depuis 1981
- Radio Pays d'Hérault (RPH) (Montagnac, Saint-André-de-Sangonis) : depuis 1986
- Radio Salvetat Peinard (La Salvetat-sur-Agout)
- RCF Maguelone (Montpellier) : depuis 2001 ; Radio Maguelone de 1983 à 2001
- RTS FM (Radio Thau Sète) (Sète) : depuis 1983
- CAP FM (Agde) : depuis 2021

### Ille-et-Vilaine(35)
- Canal B (Rennes) : depuis 1982
- C-Lab (Rennes) : depuis 1996
- FIP Rennes (Rennes) : depuis 2007
- Radio Caroline (Rennes) : depuis 1986 ; Rennes FM depuis 1981
- Radio Laser (Guichen) : depuis 1992
- Radio Locale Kérouézée (RLK) (Montfort-sur-Meu)
- Radio Parole de Vie (Saint-Malo) : depuis 1982
- Radio Rennes (Rennes) : depuis 1981
- Radio Soleil (Antrain) : depuis 2001
- Radio Univers FM (Cuguen) : née en 1981 sous le nom de Radio Chantepleure
- RCF Alpha (Rennes)
- Sing-Sing (Saint-Coulomb) : depuis 2001, jusqu'à 2015
- Zénith FM (La Couyère, Vitré) : née en 1985 sous le nom de Radio Blé Mur, depuis 1990 sous le nom de Zénith FM : fin des émissions en mars 2017

### Indre(36)
- Radio Balistiq (Châteauroux) : depuis 2008
- Radio Dynamo (Le Blanc) (Argenton-sur-Creuse ) : depuis 2022

### Indre-et-Loire(37)
- CITERADIO (Tours) : depuis 2022
- Cool FM (Joué-lès-Tours) : depuis 2003 ; radio temporaire
- Génération FM (Château-Renault) : depuis 1984 (devenue Fréquence 3, changement de nom en 2020)
- Graffic FM (Loches) : depuis 1991, rachetée par Alouette le 11 janvier 2019
- Radio Active (Montlouis-sur-Loire)
- Radio Antenne Portugaise (Tours) : depuis 1990
- Radio Béton (Tours) : depuis 1984
- Radio Campus Tours (Tours) : depuis 2004
- RFL 101 (Radio Fréquence Luynes) (Luynes) : depuis 1983 ; Cactus System et Radio Cactus de 1981 à 1983

### Isère(38)
- Alpes 1 (Grenoble, Gap) : depuis 1999
- Couleurs FM (Bourgoin-Jallieu): depuis 1994 ; Radio Jacasse de 1983 à 1994
- C'Rock Radio (Vienne) ; anciennement Radio 2000 (depuis 1981) et Vienne FM
- Hot radio (Le Pont-de-Claix-Grenoble) : depuis 1992
- Max FM (Grenoble) : depuis 2001 ; Radio Vizille Association de 1987 à 2001
- New's FM (Grenoble)
- Oxygène Radio (Pontcharra) ; née en 1990 sous le nom de Radio Coquelicot
- Phare FM Aux portes du Dauphiné et Grenoble (Grenoble) : depuis 2007
- R' 2 Alpes (Les Deux Alpes)
- Radio Campus Grenoble (Saint-Martin-d'Hères) : depuis 1999 ; nommée Radio Brume de 1993 à 1999
- Radio Couleur Chartreuse (Saint-Laurent-du-Pont)
- Radio Dragon (Mens) : depuis 2014 sur Internet, depuis 2015 en FM
- Radio Grésivaudan (Crolles) : depuis 1981
- Radio Isa (La Tour-du-Pin) : depuis les années 1980
- Radio Italiana di Grenoble (Radio Italienne de Grenoble) : depuis 1981 (disparition en août 2018[1])
- Radio Kaléidoscope (Grenoble) : depuis 1981
- Radio Kol Hachalom (Grenoble) : depuis 1983 ; d'abord Radio 100
- Radio Mont Aiguille (Mens) : active de 1989 à 2013
- RCF Isère (Grenoble) ; anciennement Radio Église chrétienne d'Isère

### Jura(39)
- Fréquence Plus (Dole)
- RCF Jura (Dole) : depuis 1996 ; Mont Roland FM de 1991 à 1996

### Landes(40)
- Côte Sud FM (Seignosse)
- Fréquence Grands Lacs (FGL) (Biscarrosse)
- Radio MDM (Mont-de-Marsan) : depuis 1992[5]
- Souvenirs FM (Dax) : depuis 2007

### Loir-et-Cher(41)
- Génération FM (Vendôme, Blois) (devenue Fréquence 3, après un changement de nom en 2020)
- Sweet FM (Blois)
- Studio Zef (Blois) : depuis 2008 ; d'abord Radio S'coopé

### Loire(42)
- Activ radio (Saint-Étienne) : depuis 2003
- Loire FM (Saint-Étienne) : depuis 2011
- Radio Acra (Amions, Saint-Germain-Laval) : depuis 2004 ; radio temporaire
- Radio d'ici (Saint-Julien-Molin-Molette) : depuis 2002 ; Radio Piraillons de 1996 à 2002
- Radio Dio (Saint-Étienne) : depuis 1981
- Radio Espérance (Saint-Étienne) : depuis 1982
- Radio Labesse (Saint-Chamond) : depuis 2008 ; radio temporaire
- Radio Ondaine (Firminy) : depuis 1981
- Radio Pytagor (Balbigny) : depuis 1988
- RCF St. Étienne (Saint-Étienne) : née en 1986 sous le nom de Radio Média Chrétien St. Étienne puis Radio Fourvière St. Étienne

### Haute-Loire(43)
- Cosmic FM (Monistrol-sur-Loire) : depuis 2004
- Radio Craponne (Craponne-sur-Arzon) : depuis 1983
- Radio FM43 (Le Puy-en-Velay) : depuis 1993

### Loire-Atlantique(44)
- AlterNantes FM (Nantes) : depuis 1987
- Eur@dioNantes (Nantes) : depuis 2007
- FIP Nantes (Nantes) : depuis 1974
- Hit West (Nantes) : depuis 2001 ; Radio Nantes 1982 à 2001
- Jet FM (Saint-Herblain) : depuis 1986
- Kernews (La Baule) : depuis 2007
- La Tribu (Saint-Nazaire) : depuis 2007
- NTI (Saint-Philbert-de-Grand-Lieu) : depuis 2001 ; Turbulence Radio de 1986 à 2001
- Prun' (Première Radio Universitaire nantaise) (Nantes) : depuis 1999
- Radio Atlantis (Nozay) : depuis 2001
- Radio Chrono Modulation (Pornic) : depuis 1981
- RCA (Saint-Nazaire) : depuis 1992
- Radio Fidélité (Nantes) : depuis 1986
- Sun - Le Son Unique (Nantes, Cholet) : depuis 1981
- Trignac Certé Radio (Trignac) : depuis 2011 ; radio temporaire
- Ondes Bleues la Radio (Le Pouliguen) : depuis 2020

### Loiret(45)
- Arc-en-Ciel (Orléans) : depuis 1985
- Connexion FM (Courtenay : depuis 2004
- Méga FM (Châteauneuf-sur-Loire) : depuis 2005
- Radio Campus Orléans (Orléans) : depuis 1994
- C2L Radio (Chalette-sur-Loing) : depuis 1982
- RCF Loiret (Orléans) : depuis 1996 ; Radio Saint Aignan de 1991 à 1996
- VAG FM (Artenay) : depuis 1985
- Vibration (Orléans) : depuis 1982

### Lot(46)
- Antenne d'Oc (Le Boulvé) : depuis 1993
- Décibel FM (Biars-sur-Cère) : depuis 2001
- Radio Présence (Cahors, Figeac)

### Lot-et-Garonne(47)
- 47 FM (Agen) : depuis 2007
- Aquitaine Radio Diffusion (Meilhan-sur-Garonne)
- Radio 4 (Villeréal) : depuis 1994 ; Radio 4 Cantons de 1983 à 1994
- Radio Axe Sud
- Radio Bulle (Agen) : depuis 1984
- Radio Espoir (Port-Sainte-Marie) : depuis 1982

### Lozère(48)
- Radio Bartas (Florac) : depuis 2000 sous le nom de 48 FM puis 48 FM Florac, devenue Radio Bartas le 21 décembre 2012
- 48 FM (Mende) : séparée de 48 FM Florac depuis février 2011
- Radio InterVal (Sainte-Croix-Vallée-Française) : 1982-1988. La radio émet toujours depuis 1990 mais de (Saint-Christol-lès-Alès)
- Radio Margeride (Termes) : depuis 1982
- Radio Zéma (Saint-Chély-d'Apcher) : depuis 1981
- RCF Lozère (Mende) : connue sous le nom de Radio Eaux-Vives-Lozère depuis 1992
- Totem (radio)

### Maine-et-Loire(49)
- Radio Campus Angers (Angers) : depuis 2004
- Radio G ! (Angers) : 2000 ; Radio Gribouille de 1981 à 2000
- Oxygène Radio (Segré) ; d'abord Segré FM en 1983 puis Radio Haut Anjou et enfin Radio Haute Angevine
- Radio Parçay Stéréo (RPS FM) (Parçay-les-Pins)
- Le Son Unique (SUN) (Nantes, Cholet)

### Manche(50)
- France Bleu Cotentin (Cherbourg) : depuis 2000 ; Radio Cherbourg, puis FIP Cherbourg, puis Radio France Cherbourg de 1960 à 2000
- HAG' FM (Cherbourg) : depuis 2006
- Radio Flam (Flamanville) : depuis 1989 ; Radio Cinq de 1985 à 1989
- Sea FM (Coutances) : depuis 1993 ; Radio Cosedia de 1986 à 1993
- Tendance Ouest (Saint-Lô) : depuis 2007 ; Radio Manche de 1982 à 2007

### Marne(51)
- Bulle FM (Épernay) : depuis 2008
- Champagne FM (Châlons-en-Champagne, Reims) : depuis 1991
- Cigale FM (Reims) : depuis 1992
- Graffiti's (Fismes) : depuis 1991
- Contact FM Marne (Reims) : depuis 2019 ; Happy FM de 1991 à 2019 (Tinqueux)[6]
- RJR - Radio Jeunes Reims (Reims) : depuis 1988
- Radio Mau-Nau (Châlons-en-Champagne) : depuis 1981
- Radio Primitive (Reims) : depuis 1978 ; a eu pour noms Radio Manie-Vesle en 1978-1979, Reims Radio FM de 1981 à 1984, RFM 93 et 93 FM de 1984 à 1991
- RCF  (Châlons-en-Champagne) : depuis 1996 ; Radio L'Epine de 1991 à 1996
- RCF Reims Ardennes (Reims) : depuis 1995 ; Radio Fourvière Reims de 1991 à 1995
- Soleil Média (Reims) : depuis 1996

### Haute-Marne(52)
- Active Radio (Joinville) : depuis 2009 ; Radio CBE depuis le début des années 1980
- Radio du Triangle (Saint Dizier) depuis 2022, FM : 98.6

### Mayenne(53)
- L'Autre Radio (Château-Gontier) : depuis 2008 ; Radio Foirail de 2006 à 2008
- O'FM (Laval) : depuis septembre 2013

### Meurthe-et-Moselle(54)
- Hitmix Radio (Nancy) : depuis 2016 (Point de départ)
- Lor'FM (Landres) : depuis 1995
- Radio Activités (Pont-à-Mousson) : depuis 1981
- Radio Aria (Longwy) : depuis 1984
- Radio Canal Myrtille (Thiaville-sur-Meurthe) : depuis 1993
- Radio Caraïb Nancy (Nancy) : depuis 1988
- Radio Déclic (Villey-le-Sec) : depuis 1986
- Radio Fajet (Nancy) : depuis 1984
- Radio Graffiti (Nancy) : depuis 1982 ; née de la fusion de Radio Active (Nancy) en 1982, Radio Galipettes
- Radio RDM (Rupt-de-Mad) (Thiaucourt-Regniéville) : depuis 1982
- RCF (Nancy) : depuis 2002 ; Jérico 54 de 1987 à 2002

### Meuse(55)
- Meuse FM (Verdun) : depuis 1995 ; Radio Set de 1982 à 1988, Radio L Verdun de 1988 à 1995, Radio 7 Verdun de 1995 à 1996
- Kit FM (Verdun): Depuis 2011

### Morbihan(56)
- Jaime Radio (Lorient) : depuis novembre 2012 [7]
- Océane FM (Vannes) : depuis 1993 ; Radio Arc en Ciel de 1983 à 1993
- Plum FM (Sérent) : depuis 1990
- Radio Bro Gwened (Pontivy) : depuis 1983
- Radio Korrigans (Carnac) : depuis 2001 ; radio temporaire
- RMN (Radio Montagnes Noires) (Gourin) : depuis 1982
- Radio Morbihan Sud (Sainte-Anne-d'Auray) : depuis 1981 ; auparavant Radio Pays d'Auray
- RCF Lorient (Lorient) : depuis 1996 ; Arc FM Lorient de 1988 à 1991, Radio Sainte-Anne Lorient de 1991 à 1996
- RCF Vannes (Vannes) : depuis 1996 ; Radio Sainte-Anne Vannes de 1992 à 1996
- Soleil FM (Lorient) : depuis 2002 ; Radio Sud Bretagne de 1992 à 2002
- Timbre FM (Augan) : depuis 2009
- Radio Balises (Lorient) : depuis 2017[réf. souhaitée]
- Radio Discoboom (Ploërmel) : depuis 2010

### Moselle(57)
- Lor'FM (Thionville) : depuis 2001
- Lor'FM (Morhange) : depuis 2013
- D!rect FM (Metz) : depuis 2000
- Radio Mélodie (Sarreguemines) : depuis 1987
- Radio Noël (Orny) : depuis 2007 ; radio temporaire
- Radio Saint Nabor (Saint-Avold) : depuis 1983
- Radio Studio 1 (Bitche) : depuis 1986
- RCF Jérico (Metz) : depuis 2002 ; Radio Jérico de 1987 à 2002
- RPL (Radio Peltre Loisirs puis Radio du Pays Lorrain) : depuis 1983
- RV1 (Radio Valmont 1) (Valmont) : depuis 1988

### Nièvre(58)
- Bac FM (Nevers) : depuis 1996 ; Radio Banlay de 1989 à 1996
- Flotteurs FM (Clamecy) : depuis 1984
- Radio FDL (Radio Fréquence des Loisirs) (Saint-Honoré-les-Bains) : depuis 2004
- Radio Morvan (Château-Chinon (Ville)) ; anciennement Radio Morvan Force 5
- Radio Numéro 1 (Cosne-Cours-sur-Loire) ; anciennement Radio No1 et Radio Nohain
- Radio Nevers (Coulanges-lès-Nevers)
- RCF Nièvre (Nevers) : depuis 1991 ; anciennement Fourvière FM Nevers
- Sud Nivernais Radio (Decize)

### Nord(59)
- BLC Radio (Caudry)
- Canal FM (Aulnoye-Aymeries) : depuis 2007 ; Radio Canal Sambre de 1981 à 2002 et Canal Sambre Avesnois de 2002 à 2007
- Contact FM (Tourcoing jusqu'en 2016, Lille ensuite) : depuis 1982
- Delta FM (Gravelines) : depuis 1982
- Echo FM (Anor)[8] : depuis 1999
- Galaxie (Wattrelos) : depuis 1981
- Metropolys (Tourcoing) (anciennement ROC FM pour Radio Œcuménique Chrétienne)
- Mona FM (Armentières) : depuis 1981
- Pastel FM (Lille)
- Radio Boomerang (Roubaix) : depuis 1981
- Radio Campus (Villeneuve-d'Ascq) : depuis 1969
- Radio Club (Wallers) : depuis 1981
- Radio Condé Macou (RCM) (Condé-sur-l'Escaut) : depuis 1993 ; Radio Locale Macou de 1981-1993
- Radio Pacot Lambersat (RPL) (Lambersart)[9] : depuis 1981
- Radio Rencontre (Dunkerque) : depuis 1981
- Radio Uylenspiegel (Cassel) : depuis 1978
- RCF Nord de France (Lille) (Anciennement RCF Radio T.O.) : depuis 2005
- RCV (Lille)

### Oise(60)
- Express Radio : depuis 2010 ; Futur FM depuis Mars 2020 puis 60 FM dès le 1er janvier 2023
- FMC Radio (Saint-Maximin) : depuis 1982
- Kabyle FM (Beauvais) : depuis 2008
- Viv’FM (Noyon) : depuis 2019, Noy’On Air de 2016 à 2019[10]
- Radio Graf'Hit (Compiègne) : depuis 1992
- Radio Mercure (Villers-Saint-Sépulcre) : depuis 1981
- Radio Puisaleine (Carlepont) : depuis 1983
- Radio Valois Multien (RVM) (Crépy-en-Valois) : depuis 1985

### Orne(61)
- Radio Pulse (Alençon) : depuis 2003
- RCF Orne (Alençon)
- Radio Coup DE Foudre (Carrouges)

### Pas-de-Calais(62)
- Banquise FM (Isbergues) : depuis 1982
- FMT (Fréquence Modulée du Ternois (Siracourt - Saint Pol sur Ternoise) de 1984 à 2007
- Fréquence Horizon (Houdain) : depuis 2002 ; Horizon 62 de 1985 à 2002
- Mistral FM (Arras) de 1981 à 2008
- Mona FM (Armentières) : depuis 1981
- Nord Radio (Lens, puis Sains-en-Gohelle) qui a émis (illégalement) de 1981 à 1988
- Planète FM (Arras)
- Radio 6 (Calais)
- RBM (Billy-Montigny) depuis 1978
- Radio Bruaysis (Bruay-la-Buissière) : depuis 1985
- Radio Calais Détroit (Calais) : depuis 2009
- radio Flash Fm 99.7 à Lumbres de 1987 à 1993
- Radio Gwladys à Leforest de 1981 à 2013
- Radio King aire sur la lys 104.4 de 1981 a 1988
- Radio PFM Arras : née en 1981 sous le nom de Radio Provisoire
- Radio Plus (Douvrin) : depuis 1996
- Radio Scarpe Sensée (Vitry-en-Artois) : née en 1981 sous le nom de Radio Loisirs (Douai)
- Radio TELEX (Noyelles-sous-Lens) de 1981 à 1995
- RCF Radio T.O. (Arras) : depuis 2005
- RDL (Radio Dallas Loisir) (Racquinghem) : depuis 1983
- Transat FM 98.5 (Boulogne-sur-Mer)

### Puy-de-Dôme(63)
- Radio Locale Thiers (Thiers) entre 1950 et 1988.
- REBORN (Clermont-Ferrand) : depuis 2014 ; webradio
- MCRADIO (Massif central) : depuis 2015 ; webradio régionale
- Multicolore Radio (Courpière) : depuis 2010 ; webradio régionale
- Livradois FM (Saint-Genès-la-Tourette) : depuis 2011 ; radio temporaire
- Radio Altitude (Clermont-Ferrand)
- Radio Arverne (Gerzat) : depuis 1988
- Radio Campus Clermont-Ferrand (Clermont-Ferrand) : depuis 1995
- Radio RVA (Radio Vacances Arlanc, Radio Val Ambert, Radio des Volcans d'Auvergne) (Clermont-Ferrand)
- RCF Puy de Dôme (Clermont-Ferrand) : depuis 1988 ; anciennement Radio Paraboles
- Variance FM (Luzillat) : depuis 2003 ; Radio Luzillat de 1983 à 2003

### Pyrénées-Atlantiques(64)
- Antxeta Irratia (Hendaye) : depuis 1999
- Cricq's Music (Pau) : depuis 2005 (radio temporaire d'élèves du Lycée Saint Cricq)
- Gure Irratia (Ustaritz) : depuis 1981
- Irulegiko Irratia (Saint-Jean-Pied-de-Port) : depuis 1981
- La Voix du Béarn (Pau) : depuis 1981
- Melody (Pau) : depuis 1984
- Radio Bonne Humeur (Hasparren)
- Radio Bonne Nouvelle (RBN) (Bayonne)
- Radio Campus Pau (Pau) : depuis 2008 ; radio temporaire
- Radio Inside (Pau) : depuis 2007
- Radio Lapurdi Irratia (Bayonne)
- Radio Mendililia (Mauléon) : depuis 1986
- Radio Oloron (Oloron-Sainte-Marie) : depuis 1981
- Ràdio País (Poey-de-Lescar) : depuis 1983
- RPO (Pau)[11] : depuis 1981 (Ex Radio Pau d'Ousse de 1985 à 201x, et ex Radio Pau Rouge de 1981 à 1985)
- Xiberoko Botza (Mauléon) : depuis 1982

### Hautes-Pyrénées(65)
- Atomic FM (Loures-Barousse) : depuis 2008 ; anciennement Barousse FM
- Fréquence Luz (Luz-Saint-Sauveur) : depuis 1999
- Pic FM (Tarbes) : depuis 2005 ; Radio Val d'Adour de 1992 à 2005
- Radio Festival Lannemezan (Lannemezan) : depuis 2002
- Radio Kohubahu (Bagnères-de-Bigorre) : depuis 2005 ; radio temporaire
- Radio Présence (Lourdes, Tarbes) : depuis 1999
- Radio Saint Pierre (Tarbes) : depuis 2007 ; radio temporaire

### Pyrénées-Orientales(66)
- FM Evangile 66 (Perpignan)
- Radio Vallespir (Amélie-les-Bains-Palalda Et Céret)
- Littoral FM (Perpignan) : depuis 2003
- Ràdio Arrels (Perpignan) : depuis 1981
- 100% Pays-Catalan (Perpignan) : depuis 2018
- HDMI FM (Toulouges) : depuis 2017[réf. nécessaire]

### Bas-Rhin(67)
- Accent 4 (Strasbourg) : depuis 1985
- Azur FM (Sélestat) : depuis 1995
- Est FM (Puberg) : depuis 1984
- FIP Strasbourg (Strasbourg) : depuis 1978
- France Bleu Alsace (Strasbourg) : depuis 2000 ; Radio France Alsace de 1983 à 2000
- Fréquence Verte (Wiwersheim puis Mundolsheim) : depuis 1984
- Phare FM Haguenau : depuis 2011 ; Radio Eval de 1982 à 2011
- Radio Arc-en-ciel (Strasbourg puis Ostwald) : depuis 1984
- Radio Bienvenue Strasbourg (Strasbourg) : depuis 1981
- Radio Coyroye de la Bruche (RCB) (Schirmeck) : depuis 1984
- Radio En Construction (Strasbourg) : depuis 1996 ; Radio Campus de 1984 à 1996
- Radio Iris (Barr  puis Schoenau) : depuis 1982
- Radio Judaïca (Strasbourg) : depuis 1983 ; Fréquence Juive de 1981 à 1983
- Radio Liberté (Haguenau) : depuis 1997
- Top Music (Strasbourg) : depuis 1986 ; Canal 15 de 1982 à 1985, Top FM de 1985 à 1986

### Haut-Rhin(68)
- Cerise FM (Cernay puis Mulhouse) : depuis 2012 ; nommée Radio Cigogne : depuis 1983
- ECN (Europe Communication News puis Écoutez C'est Nouveau) (Ensisheim, Mulhouse) : depuis 1995
- Flor FM (Soultz) : depuis 2008 ; Radio Florival de 1985 à 2008
- France Bleu Alsace (Mulhouse) : depuis 2000 ; Radio France Alsace de 1983 à 2000
- Phare FM (Mulhouse) : depuis 1988 ; nommée Radio Phare jusqu'en 2006
- Radio Dreyeckland (Mulhouse) : depuis 1981 ; Radio Verte Fessenheim de 1977 à 1981
- Rario Dreyeckland Libre (RDL) (Colmar) : depuis 1981 ; Radio Verte Fessenheim de 1977 à 1981
- Radio MNE (MNE): depuis 2014 en FM (temporaire de 9 mois)

### Rhône(69D) /Métropole de Lyon(69M)
- Impact FM (Lyon) : depuis 1987 ; Radio Musique à Lyon jusqu'en 1985, 95.5 de 1985 à 1987
- Lyon Première (Lyon) : depuis 2000 ; Radio Arc-en-Ciel de 1983 à 2000
- Nostalgie (Lyon puis Paris) : depuis 1983
- Radio Arménie (Lyon) : depuis 1983
- Radio Brume (Lyon) : depuis 1982
- Radio Calade (Villefranche-sur-Saône) : depuis 1980
- Radio Canut (Lyon) : depuis 1977
- Radio Espace (Lyon) : depuis les années 1990
- Radio Italienne de Lyon et du Rhône (Lyon) (disparition en août 2018[1])
- Radio Judaïca Lyon (Lyon) : depuis 1982
- Radio pluriel (Saint-Priest) : depuis 1981
- Radio Salam (Villeurbanne) : depuis 1991
- Radio Scoop (Lyon) : depuis 1982
- Radio CAPSAO[12] (Lyon) : depuis 2009
- Sun 101.5 (Lyon) : depuis 1993
- Radio Trait d'Union (Lyon) : depuis 1981
- Radio Val de Reins (RVR) (Tarare) : depuis 1981
- RCF (Radios Chrétiennes Francophones) (Lyon) : depuis 1996 ; Radio Fourvière de 1982 à 1996
- Sol FM (Oullins) : depuis 1982
- Tonic radio (Lyon) : depuis 2011 ; Lyon Sport de 2000 à 2004, Hit et Sport de 2004 à 2011
- Virage Radio (Lyon) : depuis 2009 ; Couleur 3 de 1993 à 2009

### Haute-Saône(70)
- Radio Star (Vesoul): depuis 1996
- Fréquence Amitié Vesoul (Vesoul)
- Plein Cœur (Vesoul) : depuis 2007
- Radio Vintage (Vesoul) : depuis 2008

### Saône-et-Loire(71)
- Aléo (Mâcon)
- Club Altitude (Mâcon) : depuis 2008
- Radio Cactus (Semur-en-Brionnais) : depuis 1985
- Radio Bresse (Branges) : depuis 1986
- Radio Prévert (Chalon-sur-Saône) : depuis 1987 ; 105.9 FM dans le Châlonnais
- Fréquence Plus RTS (Le Creusot) : depuis 2014 ; RTS 97.6 de 2010 à 2014
- Tonic FM (Chalon-sur-Saône) : depuis 1987 ; Radio Mauve de 1983 à 1987 (disparition en août 2018[1])
- France Bleu Bourgogne (Chalon-sur-Saône)
- NRJ (Saône-et-Loire)
- Chérie FM (Saône-et-Loire)
- Virgin Radio (Chalon-sur-Saône)

### Sarthe(72)
- Cartables FM (Le Mans)
- Contact FM (Château-du-Loir) : depuis 1991
- Ici Maine (Le Mans) : depuis 2010
- Fréquence Sillé (Sillé-le-Guillaume) : depuis 1991
- Ornithorynque (Bouloire) : depuis 2010
- Radio Alpa (Le Mans) : depuis 1982
- Radio Alpes Mancelles (Fresnais-sur-Sarthe)
- Radio Prévert (Pontvallain) : depuis 1982
- Sweet FM (Le Mans) : depuis 2008 ; Radio LFB de 1984 à 1986, La Ferté FM de 1986 à 1987 ; Radio Val d'Huisne de 1987 à 2008

### Savoie(73)
- Ici Pays de Savoie (Chambéry) : depuis 2000
- Hot radio (Chambéry) : depuis 2004 ; anciennement Klip's FM
- Montagne FM (Saint-Jean-de-Maurienne) : depuis les années 1980 ; anciennement Maurienne FM
- OR FM (Albertville)
- R' Courchevel (Courchevel) : depuis 2006
- R' La Plagne (La Plagne) : depuis 2004 ; anciennement Radio La Plagne
- R' Les Arcs (Bourg Saint Maurice - Les Arcs) : depuis 2004 ; anciennement Radio Les Arcs
- R' Méribel (Méribel) : depuis 2004
- R' Tignes (Tignes) : depuis 2004 ; anciennement Radio Tignes
- Radio Alto (Lescheraines) : depuis 2006
- Radio Ellébore (Chambéry) : depuis 1980
- Radio Valloire (Valloire) : depuis 2008 ; radio temporaire
- Radio Altitude, depuis 2010,
- Radio Val d'Isère (Val d'Isère) : depuis 2004
- Radio Grand Lac (Aix-les-Bains et alentours)

### Haute-Savoie(74)
- C Radio (Thyez) : depuis 2011
- La Radio Plus (Thonon-les-Bains) : depuis 2005 ; Radio Thollon de 1982 à 2005
- ODS Radio (Annecy) : depuis les années 1980
- Perrine FM (La Roche-sur-Foron) : depuis 1986
- Radio 74 (Saint-Julien-en-Genevois) : depuis 1982
- Radio FMR (Rumilly) : depuis 2001 en radio temporaire ; depuis 2011 en définitive
- Radio Giffre (Samoëns) : depuis 2010 ; Radio Samoëns de 1983 à 2010
- Radio Lucien (Cluses) : depuis 2004
- Radio Magny (Annemasse) : depuis 2012[13]
- Radio Mont-Blanc (Thyez) depuis 1985
- Radio Morzine (Morzine) : depuis 1981
- Radio Semnoz (Cran-Gevrier) : depuis 1982
- Séquence FM (Annecy) : depuis 2011

### Paris(75)
- Ado FM (Paris) : de 1981 à 2017 ; depuis 2022
- Africa Radio depuis 2019 (Paris) ; Africa no 1 (Paris) de 1992 a 2019
- Aligre FM (Paris) : depuis 1981
- Beur FM (Marseille puis Paris) : depuis 1989 (depuis 1992 à Paris)
- BFM Business (Paris) : depuis 1992
- Chante France (Paris) : depuis 1994 ; Bizz FM de 1992 à 1993
- Chérie FM (Paris) : depuis 1987 ; Gilda de 1981 à 1987
- Europe 1 (Paris) : depuis 1955
- Europe 2 (Paris) : de 1986 à 2007 ; depuis 2023 ; Virgin Radio de 2008 à 2022
- FIP Paris (Paris) : depuis 1971
- France Bleu 107.1 (Paris) : depuis 2009 ; France Bleu Melun de 1980 à 2006, La City Radio de 2002 à 2006, France Bleu IdF de 2006 à 2009
- France Culture (Paris) : depuis 1963 ; Chaîne nationale de 1946 à 1963
- France Info (Paris) : depuis 1987
- France Inter (Paris) : depuis 1963 ; Paris Inter de 1947 à 1957, France 1 de 1957 à 1963
- France Maghreb (Paris) : depuis 1987
- France Musique (Paris) : depuis 1963 ; Programme musical à modulation de fréquence de 1954 à 1959, France IV Haute-Fidélité de 1959 à 1963, RTF Haute-Fidélité en 1963
- Fréquence Paris Plurielle (Paris) : depuis 1992
- Fréquence protestante (Paris) : depuis 1983
- Fun Radio (Paris puis Neuilly-sur-Seine) : depuis 1985
- Générations (Paris) : depuis 1992
- Hitmix Radio (Paris) : depuis 2018 (Ville cible)
- Ici et Maintenant ! (Paris) : depuis 1980
- Judaïques FM (Paris)
- Kiss FM (Paris) : depuis 198, n'a émise que quelques mois
- Latina (Paris)
- Le Mouv' (Toulouse puis Paris) : depuis 2001
- Méditerranée FM
- MFM (Paris puis Lyon) : depuis 1998 ; Radio Montmartre de 1981 à 1995, Montmartre FM de 1995 à 1998
- Nostalgie (Lyon puis Paris) : depuis 1983
- NRJ (Paris) : depuis 1981
- Parenthèse Radio
- Radio campus Paris (Paris) : depuis 2004
- Radio Classique (Paris) : depuis 1982
- Radio Courtoisie (Paris) : depuis 1990 ; Radio Solidarité de 1981 à 1990
- Radio FG (Paris) : depuis 1981 (Fréquence Gaie de 1981 à 1987, Future Génération de 1987 à 1991)
- Radio France internationale (Paris) : depuis 1975 ; Poste colonial de 1931 à 1938, Paris Mondial de 1938 à 1940, RFT Radio Paris de 1945 à 1965, ORTF Radio Paris de 1965 à 1975
- Radio J (Paris)
- Radio libertaire (Paris) : depuis 1981
- Radio Mandarin d'Europe (Paris) : depuis 2014
- Radio Néo (Paris) : depuis 2001
- Radio Notre-Dame (Paris) : depuis 1981
- Radio Nova (Paris) : depuis 1981 ; Radio Verte de 1977 à 1981
- Radio Orient (Paris) : depuis 1982
- Radio Shalom (Paris) : depuis 1981
- Radio Soleil (Paris) : depuis 1981
- RCJ (Radio de la Communauté Juive) (Paris) : depuis 1981
- RFM (Paris) : depuis 1981
- Rire et Chansons (Paris) : depuis 1989
- RMC (Radio Monte-Carlo) (Monaco, Paris) : depuis 1942
- RTL (Paris puis Neuilly-sur-Seine) : depuis 1966 ; Radio Luxembourg de 1933 à 1966
- RTL2 (Paris puis Neuilly-sur-Seine) : depuis 1995 ; Metropolys de 1981 à 1992, Maxximum de 1989 à 1992, M40 de 1992 à 1994, RTL1 de 1994 à 1995
- RVVS (Les Mureaux) : depuis 1979
- Skyrock (Paris) : depuis 1986 ; La Voix du Lézard de 1983 à 1986
- Sud Radio + (Paris) : depuis 2011
- TSF Jazz (Paris) : depuis 1999 ; TSF 89.9 de 1981 à 1999
- Vivre FM (Paris) : depuis 2004
- Voltage (Paris) : depuis 1982

### Seine-Maritime(76)
- Horizon (Barentin) : depuis 1982
- Phare FM Haute-Normandie (Louvetot) : depuis 2007 ; Radio Fraternité de 1982 à 2007
- Radio Albatros (Le Havre) : depuis 1983
- Radio Campus Rouen
- Radio HDR (Rouen) : depuis 1995
- Radio La Sentinelle
- Radio Vallée de la Lézarde (Épouville) : depuis 1982
- RC2 (Rouen) : depuis 1991
- Résonance (Bolbec, Fécamp) : depuis 1984 puis racheté par la radio Tendance Ouest le 30 mars 2017.

### Seine-et-Marne(77)
- 77FM (Crégy-lès-Meaux) : (2003-2019)
- Évasion (Meaux, Coulommiers, Fontainebleau, Melun, Nemours, Provins)
- Handi FM (Saint-Fargeau-Ponthierry) ; anciennement Radio H
- Mangembo FM (Melun) : depuis 2001
- Oxygène (Coulommiers) : depuis 2017[réf. souhaitée]
- Radio Oxygène (Montereau) : depuis 1998
- Radio Père Noël (Lagny-sur-Marne) : depuis 2008 ; radio temporaire
- Radio Thérouanne - Terre One (Saint-Soupplets) (1981-2002)
- RMV (Thorigny-sur-Marne) : depuis 2006 ; radio temporaire et web-radio
- Urban Hit (Meaux) : depuis 2010 ; Only Raï de 2001 à 2010
- Vallée FM (Lognes) : (1989-2015)

### Yvelines(78)
- BPM (Mantes-la-Jolie) : depuis 2007 ; Média FM de 2004 à 2007 en temporaire depuis Beynes
- LFM (Mantes-la-Jolie) : depuis 2009 ; d'abord nommée Elles FM
- Marmite FM (Trappes) : depuis 2001
- Music Box (Guerville) : depuis 1981 ; d'abord nommée MVBS
- Radio Vieille-Église (RVE) (Vieille-Église-en-Yvelines) : depuis 1981
- RVVS (Radio Vexin Val de Seine) (Les Mureaux) : depuis 1992 ; Radio Vallée de la Seine de 1979 à 1992
- Sensations (Montigny-le-Bretonneux) : depuis 2009 ; Triangle 103 de 1983 à 1987 et Triangle FM de 1992 à 2009 (elle a perdu sa fréquence en 1987 pour la retrouver en 1992)
- Yvelines Radio (Marly-le-Roi puis Versailles) : depuis 2000

### Deux-Sèvres(79)
- Collines FM (Cerizay) : depuis les années 1990
- D4B (Melle) : depuis 1981
- Radio Alpha
- Radio Gâtine (Parthenay) : depuis 1983
- Radio Val d'Or (RVO) (Airvault) : depuis 1987

### Somme(80)
- KFM Stéréo (Amiens) : 1981/1986
- Evasion Somme (Péronne) : depuis 2013 ; Radio Galaxie (1993-2013)
- Radio Campus Amiens (Amiens) : 2005

### Tarn(81)
- 100 % Radio (Aussillon) : depuis 2000
- Feeling Radio (Albi)
- Plus FM (Mazamet) : depuis 1988
- Radio Albigés (Albi) : depuis 1981
- Radio Cagnac (Cagnac-les-Mines) : depuis 1984
- R D'Autan (Lavaur) : depuis 2000 ; Radio Goût'Agout de 1982 à 1985, Radio 101 de 1985 à 1991, Vaurévox de 1991 à 2000
- Radio Lacaune (Lacaune) : depuis 2001
- Radio Ménergy (Albi) : depuis 1982
- RADIOM (Castres) : depuis 2007 ;
- RCF Pays Tarnais (Lavaur) : depuis 2008 ; La Voix du Pech de 1981 à 2008

### Tarn-et-Garonne(82)
- Phare FM Montauban : depuis 2007 ; anciennement Radio Espoir 82
- Radio Association (Montauban) : depuis 1986 ; Radio Ingres de 1981 à 1986
- Radio CFM (Montauban)
- Radio Sentinelle (Piquecos)
- VFM, la radio des 2 rives (Valence)
- Radio Totem (Bressols)

### Var(83)
- Radio ACTIVE (La Valette-Du-Var): Depuis 1989 et depuis 2020 sur la FM
- Gapeau FM (Solliès-Pont) : depuis 2003
- Métropole FM (Draguignan)
- Mistral FM (La Valette-du-Var)
- Mosaïque FM (Fréjus) : depuis 1998
- Radio Active (Toulon) : depuis 1988
- Radio Côte Bleue (Bandol) : depuis 1988
- Radio RCB (Toulon) : depuis 2021
- Radio Sainte Baume (Saint-Maximin-la-Sainte-Baume) : depuis 1984
- Radio Top FM (Bandol)
- Radio Verdon (Saint-Julien-le-Montagnier) : depuis 1985
- Radio Vitamine (La Valette-du-Var) ( Inactif )

### Vaucluse(84)
- Comète FM (Apt) : depuis 2005
- L'Écho des planches (Avignon) : depuis 2009 ; radio temporaire en direct du festival d'Avignon
- Fly FM (Monteux) : depuis 2008 ; radio temporaire
- Mix (radio étudiante à Orange) : depuis 1996
- RAJE (Avignon)
- Stud FM (Pertuis) : depuis 2010[14]
- Tavan FM (Montfavet) : depuis 2010 ; radio temporaire
- Zap FM (Valréas)

### Vendée(85)
- Alouette FM (Les Herbiers) : depuis 1981
- Graffiti Urban Radio (La Roche-sur-Yon) : depuis 1986
- Neptune FM (L'Île-d'Yeu) : depuis 1983
- Nov FM (Beauvoir-sur-Mer) : depuis 2004
- Radio Nations (Les Herbiers) : depuis 2007 ; radio temporaire

### Vienne(86)
- Radio CAPSAO[15]
- Delta FM 90.2 (Poitiers) : depuis 1987[16]
- RCF Poitou depuis 2015 Radio Accords Poitou (Poitiers) : depuis 1991
- Radio Agora (Montmorillon)
- Oz'Ondes (Châtellerault) : depuis 2022[17] ; (fait suite a la radio temporaire Radio Arc En Ciel[18])
- Radio Echo des Choucas (REC) (Chauvigny)
- Radio Pulsar (Poitiers) : depuis 1983
- RMZ (Poitiers) : depuis 1994
- Styl'FM (Neuville-de-Poitou)

### Haute-Vienne(87)
- Beaub FM (Limoges) : depuis 1987
- Emergence FM (Limoges) : depuis 2007
- Flash FM (Feytiat) : depuis 2002
- Kaolin FM (Saint-Yrieix-la-Perche) )
- Kaolin FM (Rochechouart)
- RMJ (Radio des Meilleurs Jours) (Magnac-Laval) ; anciennement Radio Mi Jo
- Radio Trouble Fête (RTF) (Limoges) : depuis 1980
- Swing FM (Limoges)

### Vosges(88)
- Cocktail FM (Gérardmer) : depuis 1995
- Magnum la radio (Contrexéville) : depuis 1986
- Radio Belle Vue (Combrimont) : depuis 1983
- Radio Cristal (Épinal) et (Gérardmer) : depuis 1982 ; nommée Radio Vie et Santé de 1990 à 1999
- Radio des Ballons (Le Thillot) : depuis 1999
- Radio Gué Mozot (RGM) (Saint-Étienne-lès-Remiremont) : depuis 1981
- Résonance FM (La Bresse) : depuis 1990
- Vosges FM (Le Tholy puis Épinal) : depuis 2012, émetteurs à Bruyères , Remiremont et Épinal

### Yonne(89)
- Radio Avallon (Avallon) : depuis 1990
- Radio Stolliahc (Sens) : depuis 1982
- Radyonne FM (Auxerre)
- Triage FM (Migennes) : depuis 1981

### Territoire de Belfort(90)
- France Bleu Belfort Montbéliard (Belfort) : depuis 2000 ; Radio Belfort de 1982 à 1986, Radio France Belfort de 1986 à 2000
- Fun Radio Belfort Montbéliard (Belfort)
- RTL2 Belfort Montbéliard (Belfort)

### Essonne(91)
- EFM (Courcouronnes) : depuis 1999 ; Sortie de Secours de 1983 à 1999
- Évasion FM (Courcouronnes) : depuis 1983
- EvryOne (Évry) : depuis 2006, à la place d'une webradio créée en 2002
- Horizon FM (Brunoy, Quincy-sous-Sénart, Combs-la-Ville, Sainte-Geneviève-des-Bois) : depuis 1981
- Radio Mille Pattes (Saulx-les-Chartreux) : depuis 1997

### Hauts-de-Seine(92)
- Espace FM (Clichy)
- Radio Orient (Clichy) : depuis 1982
- Tropiques FM (Issy-les-Moulineaux) : depuis 2007

### Val-de-Marne(94)
- AYP FM (Alfortville) : depuis 1993
- Radio Alfa (Créteil) : depuis 1987

### Val-d'Oise(95)
- Alternative FM (Beaumont-sur-Oise) : depuis 2001 ; Radio Bellovaque de 1982 à 2001
- IdFM Radio Enghien (Enghien-les-Bains) : depuis 1983
- Rêve FM (Cergy-Pontoise) : depuis 1999
- RGB (Radio Ginglet la Boucle) (Cergy-Pontoise) : depuis 1982 ; issue de la fusion entre Radio Ginglet et Radio La Boucle

## Radios en langue régionale
Certaines radios locales s'expriment en langues régionales ou minoritaires de France.

### Radios enalsacien
- Ici Elsass (Strasbourg)
- Fréquence Verte (Wiwersheim) : depuis 1984
- Radio Cigogne (Cernay)
- Radio Coyroye de la Bruche (RCB) (Schirmeck) : depuis 1984
- Radio Dreyeckland (Mulhouse) : depuis 1981 ; Radio Verte Fessenheim de 1977 à 1981
- Radio Iris (Barr) : depuis 1982
- Radio Liberté (Haguenau) : depuis 1997

### Radios enbasque
- Ici Pays Basque (Bayonne) : depuis 2000 ; Radio Côte Basque de 1961 à 1983, Radio France Pays basque de 1983 à 2000
- Antxeta Irratia (Hendaye) : depuis 1999
- Gure Irratia (Ustaritz) : depuis 1981
- Irulegiko Irratia (Saint-Jean-Pied-de-Port) : depuis 1981
- Radio Lapurdi Irratia (Bayonne)
- Xiberoko Botza (Mauléon) : depuis 1982

### Radios enbressan
- Radio Bresse (Branges) : depuis 1986

### Radios enbreton
- Arvorig FM (Landerneau) : depuis 1998
- Ici Armorique (Rennes) : depuis 2000 ; Radio France Armorique de 1984 à 2000
- Ici Breizh Izel (Quimper, Brest) : depuis 2000 ; Radio France Bretagne Ouest Breizh Izel de 1982 à 2000
- Radio Bro Gwened (Pontivy) : depuis 1983
- Radio Kerne (Plonéis) : depuis 1998
- Radio Kreiz Breizh (Saint-Nicodème) : depuis 1983
- RCF  (Brest) : depuis 1992

### Radios encatalan
- Ràdio Arrels (Perpignan) : depuis 1981
- Catalunya Informació (Barcelone, Portbou) : depuis 1992
- Catalunya Música (Barcelone, Portbou) : depuis 1987
- Catalunya Ràdio (Barcelone, Portbou) : depuis 1983
- Flaix FM (Barcelone, Andorre) : depuis 1992
- iCat fm (Barcelone, Portbou) : depuis 2006
- RAC 1 (Ràdio Associació de Catalunya 1) (Barcelone, Andorre) : depuis 2000

### Radios encorse
- Alta Frequenza (Ajaccio) : depuis 1981
- Corsica Radio (Ajaccio) : depuis 2006
- Costa Serena FM (Prunelli-di-Fiumorbo), d'abord nommée (Radio Méditerranée)
- Ici RCFM (Ajaccio, Bastia) : depuis 2000 ; Radio Corse Frequenza Mora de 1984 à 2000
- Fréquenza Nostra (Ajaccio) : depuis 2006
- Radio Calvi Citadelle (Calvi) : depuis 1983 ; auparavant Radio Tao Citadelle
- Radio Voce Nustrale (Cervione) : depuis 1983

### Radios enflamand
- Radio Uylenspiegel (Cassel) : depuis 1978

### Radios enoccitan
- Ici Périgord (Périgueux) : depuis 2000 ; Radio Périgord de 1982 à 1985, Radio France Périgord de 1985 à 2000
- Radio Albigés (Albi) : depuis 1981
- Radio Coupo Santo (Avignon)
- Ràdio País (Poey-de-Lescar) : depuis 1983
- Ràdio Lenga d'Òc (Montpellier)
- Ràdio Lenga d'Òc Narbona (Narbonne) : depuis 2003
- Radio Occitania (Toulouse) : depuis 1981
- Radio 4 cantons / Radio 4 (Périgord-Agenais) : depuis 1983

### Radios engascon béarnais
- Voix du Béarn

### Note
1. ↑  L'article "Jordanne FM a été supprimé par Wikipedia, une demande de restauration a été faite sur la page suivante: Demande de restauration de la page Jordanne FM

### Référence
1. 1 2 3 4  « Restitution de fréquences en série au CSA », sur www.technic2radio.fr, 6 août 2018 (consulté le 6 août 2018).
2. ↑  Céline Chouard, « Radio Néo n'émet plus à Bourges » , sur leberry.fr, Le Berry Républicain, 10 novembre 2021 (consulté le 19 avril 2023).
3. ↑  lubradio, « LUB RADIO | Musique US, Hip-Hop US, sans pubs. », sur Lub radio (consulté le 29 janvier 2019)
4. ↑  « Réseau Paul Bert », sur Site officiel de la ville de Bordeaux (consulté le 19 avril 2023).
5. ↑  France3 Nouvelle Aquitaine, « Radio MdM déploie ses ondes dans les Landes », sur www.france3-regions.francetvinfo.fr, 3 octobre 2018 (consulté le 1er août 2020).
6. ↑  « Happy FM va devenir Contact FM Marne », sur La Lettre Pro de la Radio & des Médias - La Puissance du Média Radio (consulté le 1er août 2020).
7. ↑  « Présentation - Jaimeradio », sur www.jaimeradio.fr (consulté le 3 avril 2018)
8. ↑  « Covid-19 : une grille repensée pour Écho FM », sur La Lettre Pro de la Radio & des Médias - La Puissance du Média Radio (consulté le 1er août 2020).
9. ↑  « Covid-19 : "Toujours Ensemble" une initiative de RPL Radio », sur La Lettre Pro de la Radio & des Médias - La Puissance du Média Radio (consulté le 1er août 2020).
10. ↑  « Sélections du CTA de Lille : les demandes ont été validées », sur www.technic2radio.fr, 28 septembre 2018 (consulté le 30 septembre 2018).
11. ↑  « Histoire de RPO 97fm », sur Radio RPO 97 FM à Pau - Radio Pau d'Ousse (consulté le 1er août 2020).
12. ↑  Site web de Radio CAPSAO
13. ↑  « À propos de Radio Magny - La radio locale qui nous apprend des choses sur le global », sur www.radiomagny.com (consulté le 18 janvier 2019).
14. ↑  « SchooP.fr - La mémoire de la FM - Stud FM (84) », sur www.schoop.fr (consulté le 7 octobre 2018).
15. ↑  « Accueil - Radio CAPSAO », sur www.capsao.com (consulté le 2 mars 2020)
16. ↑  Radio Delta, « La radio| Radio Delta », sur lp2i.radio-delta.fr (consulté le 13 janvier 2024)
17. ↑  « Décision n° 2022-248 du 20 avril 2022 autorisant l'association Radio Sub FM à exploiter un service de radio de catégorie A par voie hertzienne terrestre en modulation de fréquence dénommé Oz'Ondes - Légifrance », sur www.legifrance.gouv.fr (consulté le 13 janvier 2024)
18. ↑  « Châtellerault - L’adieu de la radio Arc-en-ciel, ce soir, sur 99.7FM », sur Le7.info (consulté le 13 janvier 2024)